# Margitonia
Margitonia is een geslacht van kreeftachtigen uit de klasse van de Malacostraca (hogere kreeftachtigen).

## Soort
- Margitonia insolitus (Bruce, 1974)